# Desa Berkun
Desa Berkun is een bestuurslaag in het regentschap Sarolangun van de provincie Jambi, Indonesië. Desa Berkun telt 719 inwoners (volkstelling 2010).